# Aphis craccae
Aphis craccae är en insektsart som beskrevs av Carl von Linné 1758. Aphis craccae ingår i släktet Aphis och familjen långrörsbladlöss. Arten är reproducerande i Sverige. Inga underarter finns listade i Catalogue of Life.